# Roncus gestroi
Espèce
Roncus gestroi est une espèce de pseudoscorpions de la famille des Neobisiidae.

## Distribution
Cette espèce est endémique de Ligurie en Italie. Elle se rencontre à Borghetto di Vara dans la grotte Grotta di Cassana.

## Description
L'holotype mesure 3,5 mm.

## Publication originale
- Beier, 1930 : Zwei neue troglobionte Parablothrus-Arten aus Ligurien. Annali del Museo Civico di Storia Naturale di Genova, vol. 55, p. 94-95 (texte intégral).